# Euthera mannii
Euthera mannii là một loài ruồi trong họ Tachinidae.